# Либштёкль, Фредерик
Фредерик Либштёкль (фр. Frédéric нем. Liebstoeckl, изначально Фридрих Йозеф Либштёкль, нем. Friedrich Josef Liebstöckl; 4 сентября 1900, Вена — 18 мая 1979, Тоне) — швейцарский менеджер культуры и журналист австрийского происхождения. Сын Ганса Либштёкля.
Окончил консерваторию по классу скрипки и Венский университет, где в 1924 году защитил докторскую диссертацию «Немецкий водевиль». Одновременно с 1919 г. работал репортёром в газете Wiener illustriertes Extrablatt, которой руководил его отец, затем заведовал театрально-музыкальными отделами в газете Die Stunde, в 1924 году стоял вместе с отцом у истоков специализированного издания Die Bühne. В дальнейшем работал в ряде других венских и берлинских изданий, заведовал общественными связями в различных венских театрах, в том числе в Венской народной опере и в театре «Ан дер Вин». В 1933 г. женился на камерной певице Розе-Марии Юнг (нем. Rose-Marie Jung; 1911—1994).
В преддверии аншлюса ввиду еврейского происхождения бежал вместе с женой в Швейцарию и обосновался в Женеве, в 1952 г. получил гражданство. В 1939 г. вместе с Анри Ганьебеном и Эрнестом Ансерме основал Международный конкурс исполнителей в Женеве, менеджером которого оставался до конца жизни. Организовал также ряд других культурных проектов — в частности, в 1942 г. был одним из организаторов торжеств по случаю 2000-летия Женевы.
Опубликовал книгу воспоминаний «7000 наших детей: за кулисами международных исполнительских конкурсов в Женеве, 1939—1977» (фр. Nos 7000 enfants, derrière les coulisses des concours internationaux d’exécution musicale de Genève 1939—1977). Перевёл на немецкий язык французское либретто оратории Ганьебена «Реквием мирской тщете» (1944).